# ストーンの表現定理
数学において、ブール代数に対するストーンの表現定理（ストーンのひょうげんていり、英: Stone's representation theorem）は、任意のブール代数が何らかの集合代数 (field of sets) に同型であることを述べるものである。この定理は20世紀前半に浮上してきたブール代数の深い理解にとって基本的である。この定理を初めて証明したのは Stone (1936) であり、名称はこの業績に因むものである。ストーンはヒルベルト空間上の作用素のスペクトル論の研究によってこの定理を導いた。
この定理はストーン双対性の特殊な場合に当たる。

## ストーン空間
各ブール代数 B は、それに付随するストーン空間と呼ばれる位相空間 S(B) を持つ。S(B) における点は B 上の超フィルター、あるいは同じことだが B から二元ブール代数への準同型である。S(B) における位相は B の元 b に対して
{\displaystyle \{x\in S(B)\mid b\in x\}}
なる形に書ける集合全体からなる基底によって生成される。 
任意のブール代数 B に対し S(B) はコンパクト完全不連結ハウスドルフ空間である。このような位相空間はストーン空間（または副有限空間 (profinite spaces)）と呼ばれる。逆に、任意の位相空間 X が与えられたとき、X の開かつ閉集合全体の成す族はブール代数になる。

## 表現定理
単純版のストーンの表現定理は、任意のブール代数 B が付随するストーン空間 S(B) の開かつ閉部分集合全体の成す集合代数に同型であるというものである。この同型写像は B の元 b を b を含む超フィルター全体の成す集合（この集合は S(B) の位相の選び方と B がブール代数であることから、開かつ閉になる）へ写す。
定理を圏論の言葉を用いて書き直すと、ブール代数の圏とストーン空間の圏の間に双対性が存在することを意味するものになる。この双対性はブール代数とそのストーン空間の間に同型があることに加えてその同型が函手的であること、即ちブール代数 A から別のブール代数 B への各準同型に対して、S(B) から S(A) への連続函数が自然な対応を持つことを意味する。言い換えれば、それらの圏の間に圏同値を与える反変函手が存在するのである。これは圏の非自明な双対性の初期の例である。
ストーンの表現定理は、もっと一般の場合では位相空間と半順序集合との間の双対性を扱う枠組みを与える、ストーン双対性の特別の場合である。
その証明には選択公理またはその弱い形の公理を必要とする。特にこの定理は、任意のブール代数が素イデアルを持つことを述べた弱い形の選択原理であるブール素イデアル定理と同値になる。